# トマス・ヘイ (第9代キノール伯爵)

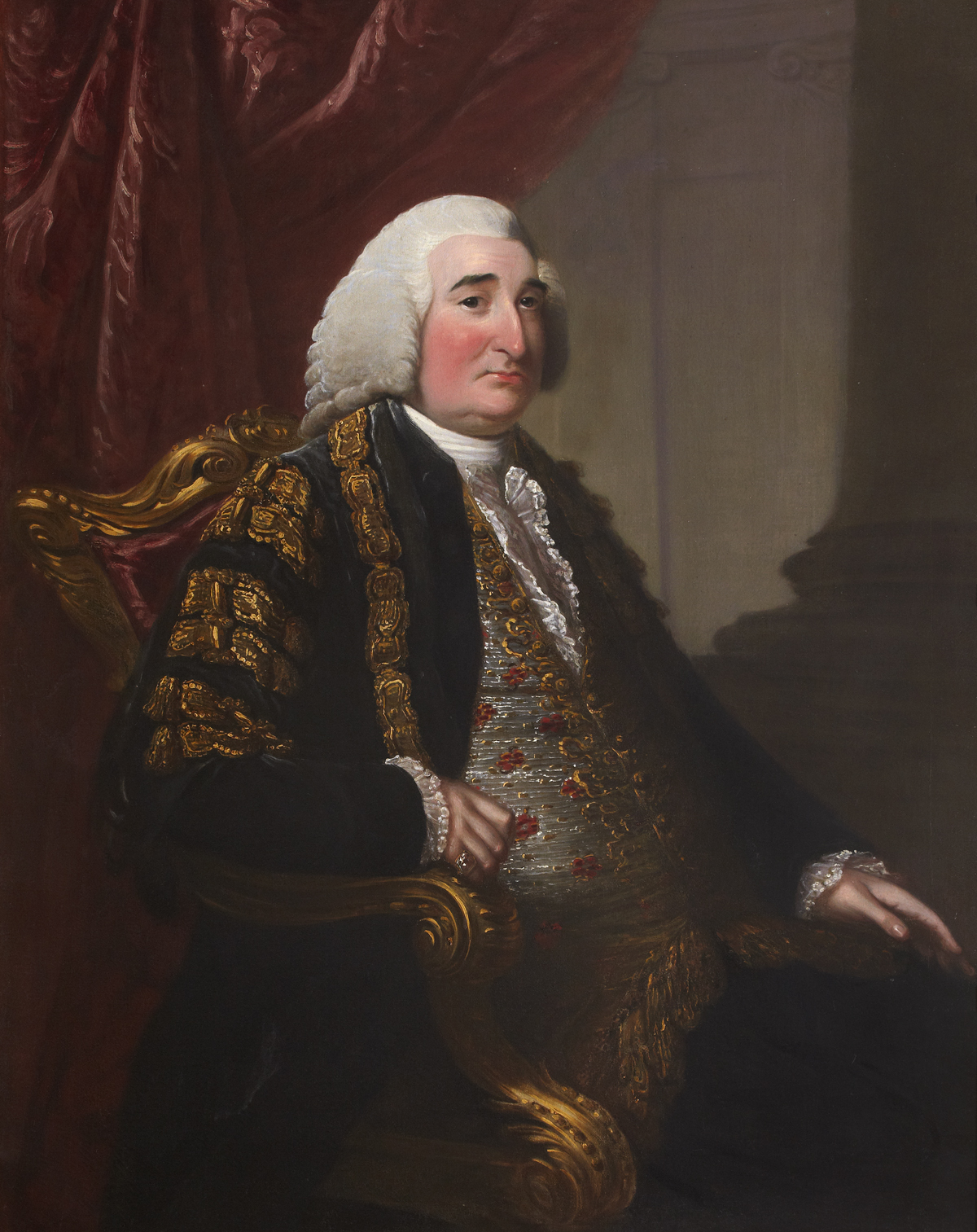
デイヴィッド・マーティンによる肖像画、1780年代。

第9代キノール伯爵トマス・ヘイ（英語: Thomas Hay, 9th Earl of Kinnoull PC、1710年6月4日 – 1787年12月27日）はグレートブリテン王国の政治家、スコットランド貴族。1719年から1758年までダプリン子爵の儀礼称号を使用した。下級商務卿（在任：1746年 – 1754年）、下級大蔵卿（在任：1754年 – 1755年）、陸軍支払長官（在任：1755年 – 1757年）、ランカスター公領大臣（在任：1758年 – 1762年）を歴任した。3人の首相に重用されたが、同時代の人々からは概ね退屈な人物として評されている。

## 生涯

### 生い立ち
第8代キノール伯爵ジョージ・ヘイと妻アビゲイル（Abigail、旧姓ハーレー（Harley）、1750年7月15日没、初代オックスフォード＝モーティマー伯爵ロバート・ハーレーの娘）の息子として、1710年6月4日に生まれた。1718年よりウェストミンスター・スクールで教育を受けた後、1726年6月13日にオックスフォード大学クライスト・チャーチに入学した。オックスフォード大学の在学中、国王ジョージ1世からの援助を受けた。しかし、聖職者ウィリアム・ストラトフォードによれば、オックスフォード大学在学中のダプリン子爵は悲しんだり涙ぐむことが多かったという。1729年に大学を出た。
父が1728年から1734年まで在オスマン帝国イギリス大使を務めたときは随行してコンスタンティノープルに向かい、1730年1月には一時リスボンに滞在した。1740年末には初代ニューカッスル公爵トマス・ペラム＝ホリスに対し、父のバルバドス総督任命を申請して、失敗に終わったが、父は機密費を財源とする年金800ポンドを与えられた。

### 政界入り
1736年1月、母の妹の息子にあたる第4代リーズ公爵トマス・オズボーンの支持を受けて、スカーバラ選挙区の補欠選挙に出馬した。ダプリン子爵も対立候補のウィリアム・オズバルズトン（William Osbaldeston）も与党派ホイッグ党に所属したが、政府はオズバルズトンを支持した。結果は地方自治体（corporation）の票ではオズバルズトンが、自由市民（freemen）の票ではダプリン子爵が当選するというものであり、補欠選挙の時点ではダプリン子爵の当選が宣告されたが、選挙申し立ての末、庶民院は同年4月に選挙権が地方自治体に帰すると裁定して、オズバルズトンの当選を宣告した。ダプリン子爵は1741年イギリス総選挙で再びスカーバラ選挙区から出馬したが、落選に終わった。一方で母方の叔父にあたる第2代オックスフォード＝モーティマー伯爵エドワード・ハーレーの支持を受けてケンブリッジ選挙区でも出馬しており、こちらは無投票で当選している。その後、1747年と1754年の総選挙で再選した。庶民院議員としてはノバスコシア植民地の状況改善に尽力、1747年から1758年まで選挙及び特権委員会の議長（chairman of committee of elections and privileges）を務めた。
総選挙直前の1741年4月に首相ロバート・ウォルポールからの高評価を受けてアイルランド歳入官（Commissioner of revenue、年収1,000ポンド相当の官職）の1人に任命され、1746年には首相ヘンリー・ペラムにより下級商務卿（Lord of Trade）に昇進した。1754年5月に首相ニューカッスル公爵の任命を受けて下級大蔵卿に転じ、1755年に初代ダーリントン伯爵ヘンリー・ヴェインとの共同任命で陸軍支払長官に就任した。また、ヘンリー・ペラムの在任中は選挙に関する事務を手伝い、1754年にペラムが総選挙直前に死去して、ニューカッスル公爵が後を継いだときはニューカッスル公爵にペラムの選挙計画を説明した。1755年10月にニューカッスル公爵が財務大臣の人選を検討したとき、ダプリン子爵の名が挙がったが、ハードウィック伯爵とマンスフィールド男爵がダプリン子爵を任命してはたちまち笑いものにされ、子爵のためにも政権のためにもならないとの意見を出し、ダプリン子爵自身も興味がなかったため断念している。

### ランカスター公領大臣
1757年にヘンリー・フォックスの政権入りに必要だとして陸軍支払長官を退任させられたが、ダプリン子爵自身は補償も求めず快く辞任しており、ダプリン子爵に代わって補償を求めたのはニューカッスル公爵だった。1758年1月27日に枢密顧問官に任命され、同年1月から1762年までランカスター公領大臣を務めた。1758年7月28日に父が死去すると、キノール伯爵位を継承した。
1760年1月18日にポルトガル王国への特別全権公使に任命された。ラゴスの海戦におけるポルトガルの領海侵入の謝罪を目的とした任命であり、キノール伯爵は同年3月8日にリスボンに到着した。しかし、同年9月にはニューカッスル公爵がキノール伯爵に手紙を送り、10月末までに帰国するよう命じた。このときは総選挙に近い時期であり、ニューカッスル公爵は手紙で「（あなたが帰ってきた頃には）すべての用意ができているだろう。収入、予算、税金、選挙、候補者、当選させる人、落選させる人などなど。要するに、十分な仕事がある」（I shall have everything ready for you, sums, estimates, taxes etc., elections, candidates, persons to be brought in, and to be turned out etc., in short you shall have business enough）と述べた。その後、キノール伯爵は11月1日にリスボンを離れて帰国した。
1762年にニューカッスル公爵が辞任すると、ジョージ3世が任命するいかなる人物も支持すると述べたが、同年11月に宮内長官の第4代デヴォンシャー公爵ウィリアム・キャヴェンディッシュが解任されると、キノール伯爵はデヴォンシャー公爵との友情を理由にランカスター公領大臣を辞任した。

### 晩年
ランカスター公領大臣の辞任以降は政界から引退し、1765年7月に第1次ロッキンガム侯爵内閣からスコットランド事務の担当者への就任を打診されたときも辞退した。ニューカッスル公爵はキノール伯爵の引退に憤慨して、まるで20年以上こつこつと働かされていた状況から解放されたと喜んでいるように感じて、抗議の手紙を多くの人々に送った。同1765年から1787年に死去するまでセント・アンドルーズ大学総長を務めた。
政界引退の後はスコットランドで領地管理に専念し、植樹を精力的に行ったほか、1771年にはキノール伯爵の尽力でパース・ブリッジ（パースにある、テイ川にまたがる橋。ジョン・スミートン設計）が完成した。
1768年にスコットランド・キリスト教知識普及協会会長に選出された。
1787年12月27日にダプリン城で死去、28日にアバダルギーの教区教会に埋葬された。弟ロバートの息子ロバート・オリオールが爵位を継承した。

## 人物

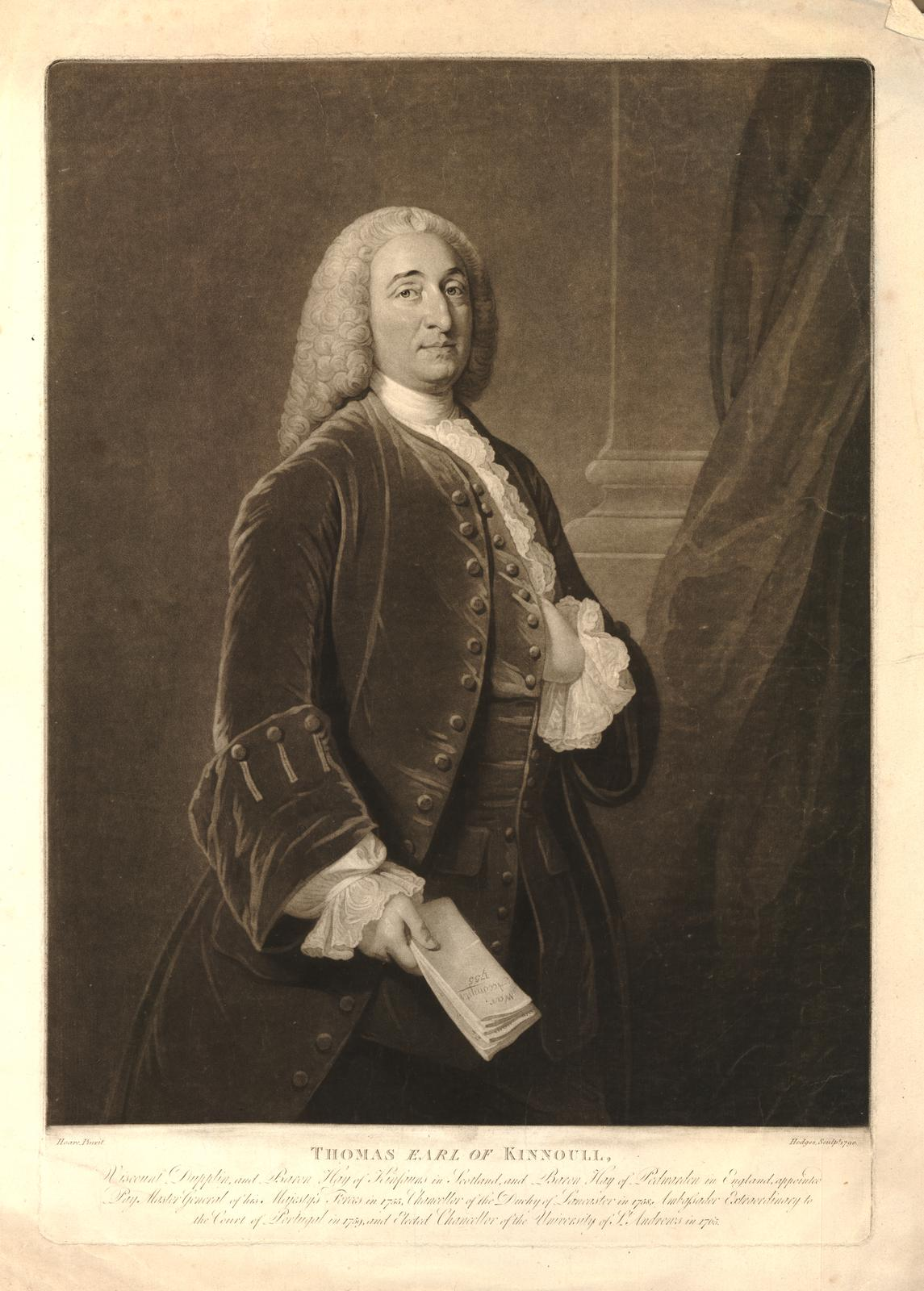
ウィリアム・ホーアが描いた肖像画に基づくメゾチント。

『英国議会史』によれば、3人の首相（ロバート・ウォルポール、ヘンリー・ペラム、初代ニューカッスル公爵トマス・ペラム＝ホリス）により重用されたが、同時代の初代ハードウィック伯爵フィリップ・ヨークは多くの人々が第9代キノール伯爵を「完全なばか者」（an absolute fool）と考えたという。ハードウィック伯爵自身はこの考えを「侮辱的で不当」（opprobriously and injuriously）だと考えた。第2代グレイ女侯爵ジェマイマ・ヨーク（初代ハードウィック伯爵の長男の妻）は1747年に書いた手紙で「間断なく続いた雑談」（the incessant small talk [...] that flows and flows on as smoothly as ever）、「晩餐では反乱法案や航海法案について論争し、今朝には私たちに植民地化のなんたるかやノバスコシアの状況を教えた」（fought over the mutiny and sea bills at supper, and has instructed us this morning on the art of colonising and the affairs of Nova Scotia）と形容し、『英国議会史』は同時代からの低評価が「彼を形容するに足りる、退屈な人を指す語彙がまだ作られていないため」（being one to the fact that the word for a bore had yet to be invented）だとした。『オックスフォード英国人名事典』はこれをキノール伯爵の趣味の多さと細目への好みが合わさった結果だとしている。
議会演説についてはホレス・ウォルポールが1751年に「形式やつまらない事に拘泥した」（fond of forms and trifles）としつつ、「全くダメな演説者ではない」（not absolutely a bad speaker）と評した。ウォルポールは1755年にはダプリン子爵の演説を「議題を理解して、それを説明することのみ目指している」（Lord Dupplin aimed at nothing but understanding business and explaining it）と評した。財務に関する知識は豊富で、第一大蔵卿としてのニューカッスル公爵を指導したほか、『オックスフォード英国人名事典』も「名高い」（legendary）と評している。
同時代の政界においても文壇においても有名な人物であり、大法官のハードウィック伯爵、王座裁判所首席裁判官の初代マンスフィールド伯爵ウィリアム・マレー、首相の第2代ロッキンガム侯爵チャールズ・ワトソン＝ウェントワース、第2代シーフィールド伯爵ジェームズ・オグルヴィ（父方のおばの夫）、第2代ホープトン伯爵ジョン・ホープ（第2代シーフィールド伯爵の娘の夫）、カンタベリー大主教トマス・セッカー、文人のアレキサンダー・ポープの友人だった。また、同じく文人のジョン・ゲイとも知り合いだった。ポープの『アーバスノット博士への手紙』で登場人物Balbusとしてかかれた。

## 家族
1741年6月12日、メリルボーンでコンスタンシア・カール＝アーンリー（Constantia Kyrle-Ernlie、1753年7月没、ジョン・カール＝アーンリーの娘）と結婚、1男をもうけた。
- 男子（1742年8月12日 ロンドン – 1743年10月14日[4]）

コンスタンシアの死後、その領地はコンスタンシアのいとこと結婚したフランシス・マネー（Francis Money）が継承した。そのため、キノール伯爵はコンスタンシアの遺産をめぐり裁判を起こし、裁判は長引いた末キノール伯爵が一代限りで年金を受け取ることで決着した。